# Wolfsegg (Bawaria)
Wolfsegg – miejscowość i gmina w Niemczech, w kraju związkowym Bawaria, w rejencji Górny Palatynat, w regionie Ratyzbona, w powiecie Ratyzbona, siedziba wspólnoty administracyjnej Pielenhofen-Wolfsegg. Leży około 15 km na północny zachód od Ratyzbony.

## Demografia
| Rok  | Liczba mieszk. |
| ---- | -------------- |
| 1970 | 1 027          |
| 1987 | 1 084          |
| 2000 | 1 418          |

## Zabytki i atrakcje
- zamek Wolfsegg z muzeum

## Oświata
(na 1999)

W gminie znajduje się 50 miejsc przedszkolnych (66 dzieci) oraz szkoła podstawowa (4 nauczycieli, 89 uczniów).